# سفارة إيطاليا لدى البحرين
سفارة إيطاليا لدى البحرين هي البعثة الدبلوماسية لجمهورية إيطاليا لدى مملكة البحرين، وتقع بالعاصمة المنامة.